# 43 (tal)
43 (fyrtiotre) är det naturliga talet som följer 42 och som följs av 44.

## Inom matematiken
- 43 är ett udda tal.
- 43 är det 14:e primtalet efter 41 och före 47
- 43 är en primtalstvilling med 41
- 43 är ett Jacobsthaltal
- 43 är ett extraordinärt tal
- 43 är ett centrerat heptagontal
- 43 är ett centrerat tetradekagontal
- 43 är ett aritmetiskt tal
- 43 är ett palindromtal i det senära talsystemet.

## Inom vetenskapen
- Teknetium, atomnummer 43
- 43 Ariadne, en asteroid
- Messier 43, emissionsnebulosa i Orion, Messiers katalog

## Inom kulturen
- Licor 43, en spansk likör
- Movie 43, en amerikansk komedi